# Аксельбант

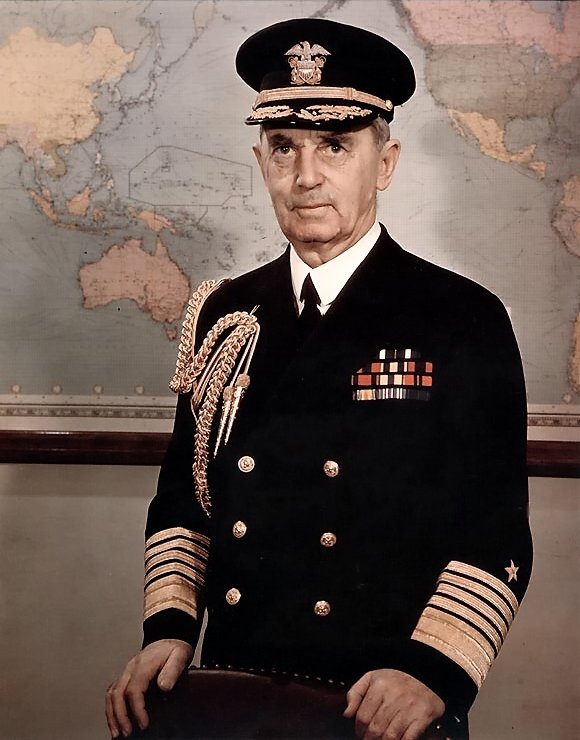
В. Д. Легі, Голова Об'єднаного комітету начальників штабів США

Аксельба́нт (нім. Achselband — «пахвова стрічка») — декоративні наплічні шнури у деяких військових формах, у вигляді канительного (золотого, срібного) чи кольорового ниткового плетеного шнура з металевими наконечниками. Прикріпляється на правому (рідше лівому) боці форми одягу (шинелі, мундира, кітеля тощо) під погоном чи еполетом. Існують з XVII століття.

## Історія
Походження аксельбантів пояснюють по-різному. За однією з версій, вони походять від мотузок для фуражу, які носили в старовину кавелеристи, а наконечники слугували протравниками (для прочищання запалювальних отворів). За іншою версією, вживання аксельбантів почалося в одному нідерландському полку, який під час війни за незалежність Нідерландів перейшов з армії герцога Альби до своїх співвітчизників: герцог наказав вішати кожного зрадника, що потрапить у полон, тоді полк на знак презирства до нього став носити на плечі мотузки. Ще одна версія виводить походження аксельбантів від шнурів, що скріпляли між собою елементи захисного обладунку: нагрудна і наспинна пластини зв'язувалися на одному боці короткими петлями шнура (що слугували своєрідними завісами чи шарнірами), а на другому боці — довшим і прикрашеним шнуром, яким кріпився і металевий наплічник.
В армії Російської імперії аксельбанти були присвоєні ад'ютантам, офіцерам Генерального штабу і корпусу топографів, жандармам і фельд'єгерям.